# Skorpa (Dønna)
Skorpa est une île de la commune de Dønna , en mer de Norvège dans le comté de Nordland en Norvège.

## Description
L'île de 4 km2 est située sur la côte du Helgeland, entre l'île de Dønna et le village de Sandnessjøen (sur l'île d'Alsten). Il y avait une population permanente sur l'île jusqu'en 2005. Aujourd'hui, Skorpa est principalement utilisée pour les maisons de vacances et pour le pâturage des moutons. Le terrain de Skorpa est assez vallonné et couverte de forêt.